# Sandy Ryan
Sandy Ryan (* 16. September 1993 in Derby) ist eine englische Boxerin und ehemalige WBO-Weltmeisterin im Weltergewicht. 

## Amateurkarriere
Sandy Ryan begann im Alter von 15 Jahren mit dem Boxsport und trainierte im One Nation Amateur Boxing Club unter Clifton Mitchell. Ihr größter Erfolg im Nachwuchs war der Gewinn der Silbermedaille im Leichtgewicht bei der Jugend-Europameisterschaft 2010 in Sangatte, als sie im Finale gegen Anastassija Beljakowa unterlegen war.
Ihren größten Erfolg erzielte sie bei der Weltmeisterschaft 2014 in Jeju-si, als sie die Silbermedaille im Halbweltergewicht erkämpfen konnte. Nach Siegen gegen Bianka Nagy, Gülsüm Tatar, Simone Sitar und Sudaporn Seesondee, hatte sie im Finale erneut gegen Anastassija Beljakowa verloren. Zusammen mit Lisa Whiteside, die Silber im Fliegengewicht gewonnen hatte, wurde sie die einzige britische Medaillengewinnerin dieser WM.
Bei den Europaspielen 2015 in Baku schied sie im Halbfinale des Halbweltergewichts erneut gegen Beljakowa aus und gewann Bronze, in einem der Vorkämpfe hatte sie Yelena Vıstropova besiegt. 2016 unterlag sie im Viertelfinale der Weltmeisterschaft in Astana gegen Yang Wenlu, hatte jedoch zuvor Darja Abramowa geschlagen. Im gleichen Jahr gewann sie das Feliks Stamm Tournament in Warschau und eine Bronzemedaille im Leichtgewicht bei der Europameisterschaft in Sofia. Sie hatte dabei unter anderem Sandra Kruk, Aneta Rygielska und Agnes Alexiusson bezwungen, ihre Halbfinalniederlage bei der EM erlitt sie gegen Mira Potkonen. 2017 schied sie bei den EU-Meisterschaften in Roccaporena im Viertelfinale des Weltergewichts gegen Nadine Apetz aus.
2018 siegte sie bei den Commonwealth Games in Gold Coast gegen Lovlina Borgohain, Marie-Jeanne Parent sowie Rosie Eccles und gewann damit die Goldmedaille im Weltergewicht. Bei den Europameisterschaften in Sofia verlor sie jedoch im Achtelfinale gegen Assunta Canfora und bei der Weltmeisterschaft in Neu-Delhi bereits in der Vorrunde gegen Angela Carini.
Auch 2019 unterlag sie im Viertelfinale der Europameisterschaft von Alcobendas gegen Rosie Eccles und in der Vorrunde der Weltmeisterschaft in Ulan-Ude gegen Christina Desmond.

## Profikarriere
Im März 2021 unterzeichnete sie einen Profivertrag bei STN Sports und im Mai 2021 bei Matchroom Boxing. Ihr Profidebüt gewann sie am 31. Juli 2021 nach Punkten gegen Kirstie Bavington.
Am 12. März 2022 verlor sie in ihrem vierten Kampf per Mehrheitsentscheidung nach Punkten gegen die Argentinierin Érica Farías, gewann jedoch den Rückkampf am 6. August 2022 einstimmig und wurde dadurch WBC International Champion. Im November 2022 gelang ihr eine Titelverteidigung gegen Anahí Sánchez.
Am 22. April 2023 schlug sie die Kanadierin Marie-Pier Houle einstimmig beim Kampf um den vakanten WBO-Weltmeistertitel im Weltergewicht. In ihrem nächsten Kampf am 23. September 2023 erreichte sie ein Unentschieden gegen die US-amerikanische WBC- und WBA-Weltmeisterin Jessica McCaskill.
Am 27. September 2024 verlor sie ihren WBO-Titel durch eine Punktniederlage an Mikaela Mayer und verlor auch das Rematch im März 2025.

## Sonstiges
Ihr Bruder Dave Ryan war zwischen 2007 und 2016 ebenfalls Profiboxer.